# Astragalus ceramicus
Espèce
Classification APG III (2009)
Astragalus ceramicus est une espèce de plantes à fleurs de la famille des Fabaceae. C'est une plante herbacée originaire des États-Unis en Amérique du Nord.

## Description

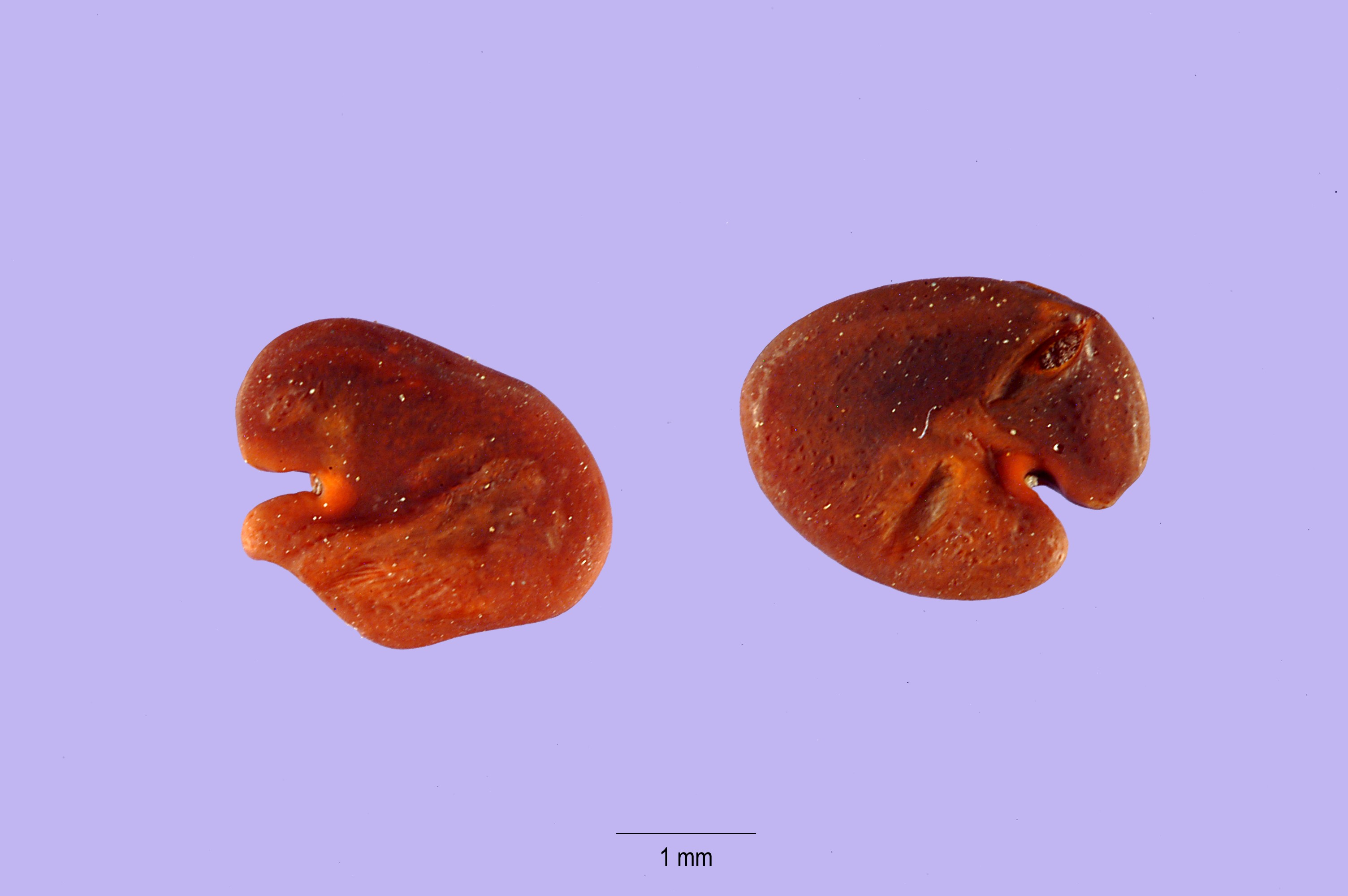
Graines dAstragalus ceramicus, × 25.

Cette astragale est une plante herbacée pérenne.

## Répartition et habitat
Cette plante pousse aux États-Unis.

## Nomenclature et systématique
Cette espèce a reçu d'autres appellations, synonymes mais non valides :
- Astragalus angustus Jones var. ceramicus (E.Sheld.)M.E.Jones
- Astragalus angustus Jones var. pictus (A.Gray)M.E.Jones
- Astragalus pictus (A. Gray) A. Gray
- Phaca picta A. Gray